# کارول فرانک
کارول فرانک (فرانسوی: Carole Franck‎) هنرپیشه اهل فرانسه است. وی از سال ۱۹۸۹ میلادی تاکنون مشغول فعالیت بوده‌است. از فیلم‌هایی که وی در آنها نقش داشته‌است می‌توان به راز دانه، عشق، بازی‌های عشق و سرنوشت، جوان و زیبا، تنفس، عروسک‌های روسی، لئا، پرندگان زندان و بازگشتگان اشاره کرد.